# Farkasmaszlag
A farkasmaszlag (Strychnos nux-vomica) a tárnicsvirágúak (Gentianales) rendjébe és a Loganiaceae családba tartozó faj. Délkelet-Ázsiai örökzöld növény. Ovális levelei 5–9 cm-esek. Kerek, zöld, később narancsszínű magja sztrichnin nevű alkaloidot tartalmaz, amely rendkívül mérgező. Termése a Nux vomica („hánytató dió”).
Egyéb nevei: hánytatófa, hánytatódió. Nevével ellentétben nincs közelebbi rokonságban a maszlaggal (Datura). Előfordul, hogy ebvész (Apocynum) vagy varjúszem, illetve farkasszőlő (Paris) neveken nevezik, de valójában ezek nem azonosak a farkasmaszlaggal. Termésére leggyakrabban ebvészmag néven hivatkoznak.

## Orvosi alkalmazások

### Modern orvoslás
A modern orvoslásban nincs alkalmazása, mivel a benne 1-1,5%-ban megtalálható sztrichnin igen erős méreg, bár ennek nem mond ellent, a „kis mértékben orvosság…” szabály (arzénvegyületekhez hasonlóan). Korábban hánytatószerként alkalmazták, azonban mára már kiszorították a jóval biztonságosabb készítmények.
Ugyanakkor a termése anti-allergén hatásokat mutat, ugyanis egerekben elnyomja az immunoglobulin (IgE) antitestek reakcióját. In vitro kísérletekben meggátolta az AGS rákos sejtek növekedését.

### Gyógynövényként
Indiában a hudar nevű szert készítik a farkasmaszlag terméséből. Ehhez először öt napig vízben, majd két napig tejben áztatják, végül tejben forralják. A készítmény minőség/mérgezés aránya igen rossz, bár a méreganyagok mennyisége vizsgálható nagy teljesítményű folyadékkromatográfiával. A szert a vérnyomás megemelésére használják.

### Homeopátiás alkalmazások
Nux Vomica latin nevén homeopátiás szert gyártanak belőle, amely a benne hívők szerint a reuma és a másnaposság egyes tüneteit gyógyítja. Erre vonatkozólag azonban csak anekdotikus megállapítások állnak rendelkezésre, így hatásosságát a gyógyászat elutasítja. 
A kis tisztaságú (kis potenciálú) készítményekben ugyanakkor igen jelentős mennyiségű sztrichnin lehet, ami könnyen okozhat mérgezést a használóknál, míg a nagy tisztaságú (nagy  potenciálú) készítményekben semmilyen hatóanyag nem található.